# Réminiscences 2012
Réminiscences 2012 est un recueil de nouvelles de science-fiction de l'écrivain français Laurent Kloetzer. Il a été publié en 2001 (Éditions Nestiveqnen). Les nouvelles - qui forment un tout homogène puisqu'elles partagent les mêmes univers et personnages principaux - présentent plusieurs des caractéristiques du cyberpunk et du roman policier. En outre, elles sont présentées dans un ordre chronologique (couvrant l'année 2012), ce qui conforte leur cohérence.

## Le contexte
L'an 2012: une maladie mortelle, le CRH, décime toute une génération d'enfants. En fait, 80 % des nouveau-nés sont atteints. Tout au plus, ils peuvent espérer vivre jusqu'à 15 ans. Pour dépasser cet âge, ils doivent recourir à l'Acide.
Malheureusement, celle-ci comporte plusieurs effets secondaires: yeux argentés, hallucinations, expériences de mort imminente, etc. Aussi, sa vente fait l'objet d'un monopole: seule la multinationale CBM (Corporation Barney Meyer) en contrôle la circulation. Ainsi, la plupart des jeunes se retrouvent dans la rue. Désespérés, ces « sauvages » se montrent bien souvent violents.

## Les principaux personnages

### Monsieur K.
Employé de CBM, son travail ressemble un peu à celui d'un détective privé. Monsieur K. pose un regard cynique sur le monde dans lequel il vit. Aussi, bien qu'il se sente blasé par son travail, son expérience le sert beaucoup. À plusieurs reprises, Monsieur K. sera en proie à la peur, aux tourments, à la tristesse. Néanmoins, il affrontera plusieurs dangers. En ce sens, il incarne en quelque sorte le courage.  

### Alex
Âgé de 15 ans, il est atteint du CRH. Lorsqu'il débarque dans la vie de Monsieur K. (dès la première nouvelle), ce dernier a l'étrange impression de le connaître. Rapidement, il se prendra d'affection pour lui. 
Alex est un garçon plein d'entrain qui aime s'amuser. Malgré son jeune âge, il a traversé     plusieurs épreuves. Ainsi, il se montre souvent sensible et clairvoyant. Vis-à-vis Monsieur K., il est à la fois moqueur et désinvolte. Plusieurs fois, il lui sauvera la vie: lorsque la situation l'exige, Alex n'hésite pas à foncer.

## Les nouvelles
Chacune des nouvelles correspond à un mois de l'année

### Dream On(janvier 2012)
De façon tout à fait inattendue, Monsieur K. est contacté par la Reine d'Épées, une mystérieuse informatrice dont l'apparence lui rappelle une figure de jeu de tarot. Suivant les instructions de la Reine d'Épées, Monsieur K. parcourra les locaux de la Stardust, une filiale de CBM. Là-bas, il fera une triste découverte : Stardust enlève de jeunes enfants pour les vendre aux parents de victimes du CRH. Bientôt, Monsieur K. prendra part à une opération visant la libération de ces enfants. Il sera alors accompagné d'Alex.

### Poignée de pluie(février 2012)
La Poignée de Pluie est une drogue très puissante: son absorption occasionne une mort sans douleur. Dans un monde ravagé par le CRH, cette drogue est très recherchée. Aussi, lorsqu'une personne y a recours, sa dépouille demeure intacte. 
Pour CBM, la Poignée de Pluie ne devrait pas être en circulation. Si tel est le cas, c'est qu'il y a eu fuite au sein de l'entreprise.
Afin d'identifier le coupable, CBM s'en remettra à Monsieur K. Une fois que le coupable sera connu, s'enclenchera une véritable opération militaire.

### Winterblues(mars 2012)
Alex parle de son passage dans une usine. Au début, il croyait y trouver un gagne-pain. Toutefois, il y perdit sa liberté: l'usine était en fait un camp de travail forcé.
Un jour, l'usine fut le théâtre d'un concert rock. Pour Alex, c'était la chance de voir enfin la femme de ses rêves, la belle Coca Blue. En effet, celle-ci était la vedette du spectacle. Plus tard, Alex apprendra que Coca était proche des dirigeants de l'usine.
À la suite du concert, Alex fut enlevé, puis conduit à Coca Blue. En utilisant ses charmes, celle-ci obtint d'Alex des informations qui lui avaient été secrètement confiées. Ces informations concernaient une enquête visant à dénoncer les pratiques en vigueur là où il «travaillait». 
Une fois Alex enlevé, les événements se précipitèrent. Ainsi, plusieurs personnages révélèrent leur vrai visage. Aussi, plusieurs furent tués. Quant à Alex, il put retrouver sa liberté, non sans éprouver une grande tristesse...

### Mauvaise rencontre dans la ville(avril 2012)
Monsieur K. s'est fait voler des documents confiés par CBM. En effet, alors qu'il transportait ceux-ci, deux inconnus l'ont assailli. Puis, ils se sont enfuis avec son précieux paquet. 
Ces voleurs sont d'un type bien particulier. De fait, rien ne semble les effrayer. Ainsi, ils n'hésiteront pas à narguer les supérieurs de Monsieur K. À un certain moment, ils se rendront même au quartier général du service de sécurité de CBM. Là-bas, ils créeront tout un émoi.

### Monsieur K. court la poupée(mai 2012)
Monsieur K. se voit confier une mission par un cadre de CBM: découvrir qui en veut au fils de ce dernier. Très tôt, Monsieur K. fera la lumière sur cette affaire. D'abord, une belle asiatique le secourra après lui avoir tiré dessus par erreur. Puis, elle lui apprendra qu'elle est une mercenaire et qu'elle devait tuer le fils de son client. Enfin, Monsieur K. et elle tenteront de découvrir qui avait engagé celle-ci. Ils démasqueront alors le cadre qui «souhaitait» protéger son fils.

### Le Scarabée(juin 2012)
Il s'agit du récit que fait Alex de certains événements en temps de guerre. Ainsi, il parle de sa rencontre avec un jeune garçon (le «scarabée») qui gisait sur une route, tout en attendant sa mère (probablement morte). Alex décrit comment il mit le garçon à l'abri des explosions et des rafales de balles. Aussi, Alex raconte comment il participa à une opération armée et menée par un groupe révolutionnaire. Enfin, Alex explique par quels étranges moyens il échappa à certaines atrocités.

### Monsieur K. et la Cité de métal(juillet 2012)
L'histoire tourne autour d'un complot contre l'arcologie de DVERN, sorte de ville intérieure réservée aux esprits rêveurs. Au début du récit, Monsieur K. découvre les cadavres de plusieurs ex-camarades de classe. Dès lors, il sera pourchassé par la Delta, une force de sécurité privée aux méthodes et à la morale douteuses. Pour la Delta, Monsieur K. sera le suspect numéro un. 
Dans sa fuite, Monsieur K. se rendra dans son bureau de la tour CBM. Il découvrira alors que parmi les victimes qu'il a retrouvées, plusieurs étaient actionnaires de la DVERN (consortium propriétaire de l'arcologie du même nom). Puis, il soupçonnera la Delta d'être complice dans cette affaire. 
Vers la fin de la nouvelle, Monsieur K. et Alex s'introduiront dans l'arcologie de DVERN. Ils tenteront de prévenir son dirigeant des menaces qui planent au-dessus de sa ville. Malheureusement, il sera trop tard...

### Monsieur K. et la Machine à rêves(août 2012)
Monsieur K. est chargé d'une affaire concernant MultiStim, une compagnie produisant des films pour amateurs de réalité virtuelle. Plus précisément, Monsieur K. doit enquêter sur la disparition de l'un de ses acteurs. 
Alors qu'il arpente les locaux de MultiStim, Monsieur K. branche un appareil qui le transporte dans un monde virtuel. Puis, il se retrouve dans une ville médiévale, décor d'un film «de cape et d'épée». Là-bas, il rencontrera celui qu'il recherchait. Ce dernier lui apprendra qu'il ne veut plus jamais quitter ce monde fictif.

### Monsieur K. dans le labyrinthe(septembre 2012)
Nouvelle écrite sous la forme d'un lexique ou d'un glossaire. Elle comporte aussi de nombreux renvois, un peu comme dans un système hypertexte (la nouvelle peut d'ailleurs être lue sur le site internet de l'auteur). 
L'histoire se déroule au Ditchy Hell, une boîte de nuit vibrant au son de la musique techno. À l'intérieur du Ditchy Hell, Monsieur K. suit en filature Francis Vouivre, revendeur d'Acide soupçonné de voler CBM. Lorsque Monsieur K. ira à la rencontre de Vouivre, celui-ci lui servira un whisky un peu particulier. En effet, Monsieur K. sera alors drogué et privé de plusieurs de ses facultés. Ainsi, il lui sera plus difficile d'échapper aux périls du Ditchy Hell...

### Know(octobre 2012)
Monsieur K. est en mission dans un quartier dangereux. Il est alors accompagné d'Alex ainsi que de Celya, une membre de la Sécurité de CBM. Lors d'une fusillade en pleine rue, celle-ci tirera par erreur sur un passant. Heureusement, celui-ci ne sera pas tué. Néanmoins, Celya éprouvera une grande tristesse. Quant à Monsieur K., il tentera de la réconforter. Puis, il ira au chevet du blessé.

### Monsieur K. sauve le monde(novembre 2012)
L'humanité peut de nouveau espérer: la compagnie CBM a découvert comment enrayer le CRH. Toutefois, l'entreprise souhaite attendre avant d'annoncer publiquement la nouvelle. Malheureusement, un groupe terroriste sera informé de ce secret. Dans le but de faire chanter les autorités, ce groupe voudra s'emparer de toutes les données concernant le remède. Si Monsieur K. pourra l'empêcher, il ne pourra éviter la destruction de ces données. Le combat contre le CRH sera donc prolongé.

### Dream Over(décembre 2012)
Dans les rues, la colère monte. Toute une génération de jeunes gens se révoltent. Pourquoi CBM a caché l'existence d'un remède contre le CRH?
Afin de calmer le jeu, CBM contactera Monsieur K. Elle lui offrira un traitement de faveur, prétextant qu'il tenta l'impossible pour sauver de précieuses données. Puis, CBM lui demandera de s'adresser aux insurgés. Elle voudra l'utiliser pour les raisonner. Lorsqu'il s'opposera, il sera drogué, puis forcé à parler. Dans un incroyable effort de volonté, il réussira néanmoins à tout saboter. 
Vers la fin de la nouvelle, Monsieur K. se rendra à un concert rock. Ce sera un immense spectacle, un grand rassemblement «pré-apocalypse». Pour Alex et Monsieur K., ce sera aussi l'occasion de partir vers l'inconnu...

## Commentaires
- commentaire sur le site http://yodup.club.fr
- « commentaire » sur le site NooSFere
- commentaire sur le site www.actusf.com